# Буссар, Андре Жозеф
Андре́ Жозе́ф Бусса́р (фр. André Joseph Boussart;  13 ноября 1758 — 11 августа 1813) — французский дивизионный генерал эпохи Революционных и Наполеоновских войн.

## Ранняя карьера
Уроженец австрийских Нидерландов, Буссар родился 13 ноября 1758 года в коммуне Бенш, которая сейчас находится в Бельгии. В молодости вступил в австрийскую армию, и к 1789 году стал младшим лейтенантом кавалерии. В тот же год покинул австрийскую армию и во время Брабантской революции нёс службу в Бельгийских соединённых штатах. Служил в повстанческой армии в звании капитана, а когда восстание было подавлено австрийцами, бежал во Францию. В своей новой стране поступил в драгунский полк Hainault и 28 июля 1792 года получил звание лейтенанта. Уже 1 октября стал капитаном. Буссар участвовал в бою против австрийской колонны, произошедшем 1 марта 1793 года.
Переведясь в Итальянскую армию в звании chef d’escadron (соответствует майору) и возглавив 20-й драгунский полк, Буссар сражался в битве при Мондови 21 апреля 1796 года. В этом бою был трижды ранен ударами сабель, сражаясь с пьемонтскими кавалеристами. В битве под Лоди пересек реку Адду со своей кавалерией. В битве при Кастильоне 5 августа с группой кавалеристов захватил отряд австрийских гусар. 7 января 1797 года он получил звание шеф де бригад (соответствует званию полковника).
Вместе с Наполеоном Буссар отправился в Египет и участвовал в битве у пирамид 21 июля 1798 года и в битве при Абукире 25 июля 1799 года. 23 сентября 1800 года был назначен бригадным генералом, что было подтверждено по его возвращении во Францию. В битве при Александрии 21 марта 1801 года сражался против англичан. Несколько месяцев лечился от полученных в боях ран. В конце осады Александрии 2 сентября 1801 года Буссару было приказано подписать договор о капитуляции. 11 декабря 1803 года стал членом Ордена почётного легиона, после чего служил в военном округе Бордо в качестве командира драгун.

## 1805—1807
Во время войны Третьей коалиции против Австрии Буссар возглавлял бригаду во 2-й драгунской дивизии Фредерика Анри Вальтера. Он сражался в битве под Аустерлицем 2 декабря 1805 года.
Во время войны Четвёртой коалиции против Пруссии Буссар возглавлял 3-ю бригаду во 2-й драгунской дивизии Эммануэля Груши́. Под его командованием находились 13-й и 22-й драгунские полки, в каждом из которых было по три эскадрона. Дивизия Груши пропустила битву при Йене и Ауэрштедте, но приняла деятельное участи в погоне за побеждёнными прусскими армиями. 26 октября в Цеденике дивизия Груши разбила прусскую бригаду численностью 1,3 тыс. человек, практически полностью уничтожив 5-й драгунский полк Königin. На следующий день 10-й кирасирский полк Gensdarmes наткнулся на колонну Груши в Вихманнсдорфе под Бойценбургер-Ланд. Три полка Груши напали на пруссаков, заманили их в ловушку и принудили сдаться.

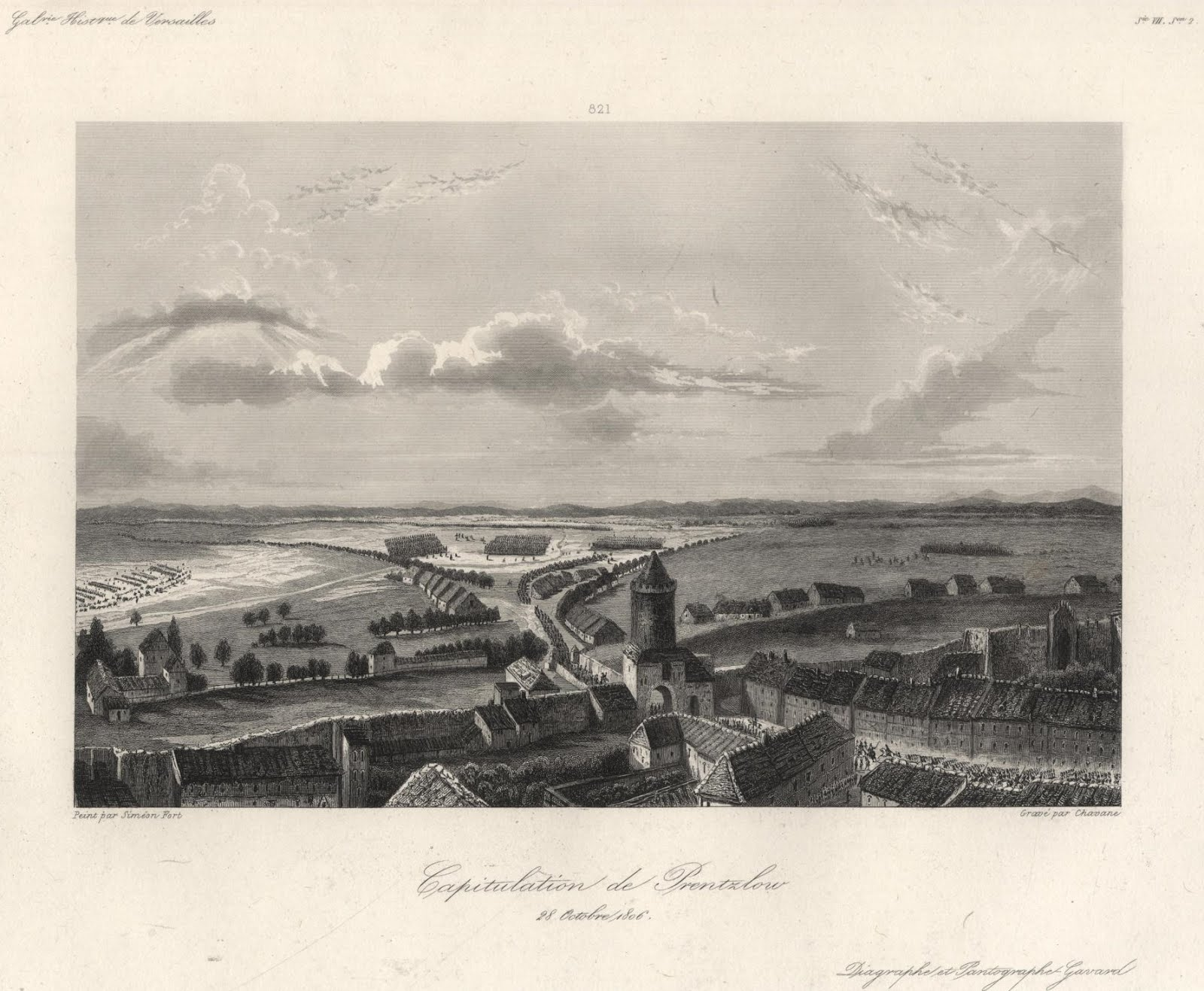
Капитуляция в Пренцлау. Автор Симон Форт

Буссар сыграл ключевую роль в битве при Пренцлау 28 октября. Маршал Иоахим Мюрат возглавлял войско, состоящее из дивизии Груши, 3-й драгунской дивизии Марк-Антуана де Бомона, лёгкой кавалерийской бригады Антуана Лассаля и 3 тыс. пехотинцев маршала Жана Ланна, противостоящее 12 тыс. пруссаков Фридриха Луи, принца Гогенлоэ-Ингельфингена. Пруссаки подошли к Пренцлау с северо-запада, а французы с юго-запада. Мюрат направил бригаду Лассаля прямо на прусские войска прикрытия, приказав одной из бригад Бомона обойти по широкой дуге на западе. Тем временем он отправил бригаду Буссара пересечь реку вброд на западной окраине города. Всадники Буссара атаковали марширующую прусскую колонну, врезавшись в неё сбоку. Атака окончилась полным успехом. Французские драгуны прорвались через колонну и захватили множество пленных. Затем они расчистили дорогу до самых городских ворот, уничтожили примерно 1 тыс. солдат противника и захватили восемь орудий. Тем временем дивизия Бомона окружила и захватила теперь полностью изолированный прусский арьергард. Вскоре после этого Мюрат блефом заставил ошеломленного Гогенлоэ сдаться вместе со своим войском в 10 тыс. человек.
2 и 3 ноября 22-я бригада драгунов Буссара добилась капитуляции небольшого порта Вольгаст на Балтийском море. Багажный обоз Гогенлоэ, состоящий из 500 повозок и 2,5 тыс. возниц и прочих Некомбатанты, попал в руки французов. Подразделение Груши прибыло вовремя, чтобы 6 ноября принять участие в битве при Любеке. После того, как французская пехота расчистила улицы, драгуны двинулись через город, чтобы напасть на прусский отряд в Кремпельсдорфе. Они заставили майора Энде сдаться, захватив 360 пленных кавалеристов и четыре орудия.
23 декабря Буссар был ранен сражении при Чарново. Три дня спустя он был вновь серьёзно ранен в битве при Пултуске, служа под командованием Николя Леонара Бекера. Драгуны Бекера сражались на левом фланге Ланна.
7 и 8 февраля 1807 года Буссар сражался в битве при Прейсиш-Эйлау. Подразделение Груши, состоящее из 2,2 тыс. человек, присоединилось к великой атаке Мюрата в критический момент этого кровавого сражения. Сначала драгуны отогнали русскую кавалерию, угрожающую пехотной дивизии Луи Винсента Ле Блона де Сен-Илера. Затем Мюрат повёл их в атаку, в которой была разбита русская конница в центре. К этому времени 2-я кирасирская дивизия оказалась в окружении, и маршал Жан-Батист Бессьер повёл гвардейскую кавалерию ей на помощь. Получив отпор второй русской шеренги, солдаты Груши присоединились к конным гренадерам Императорской гвардии и прорвались сквозь них. Наконец, французская резервная кавалерия вынуждена была уйти из-за русских линий, потеряв в общей сложности от 1 до 1,5 тыс. солдат.

## Испания

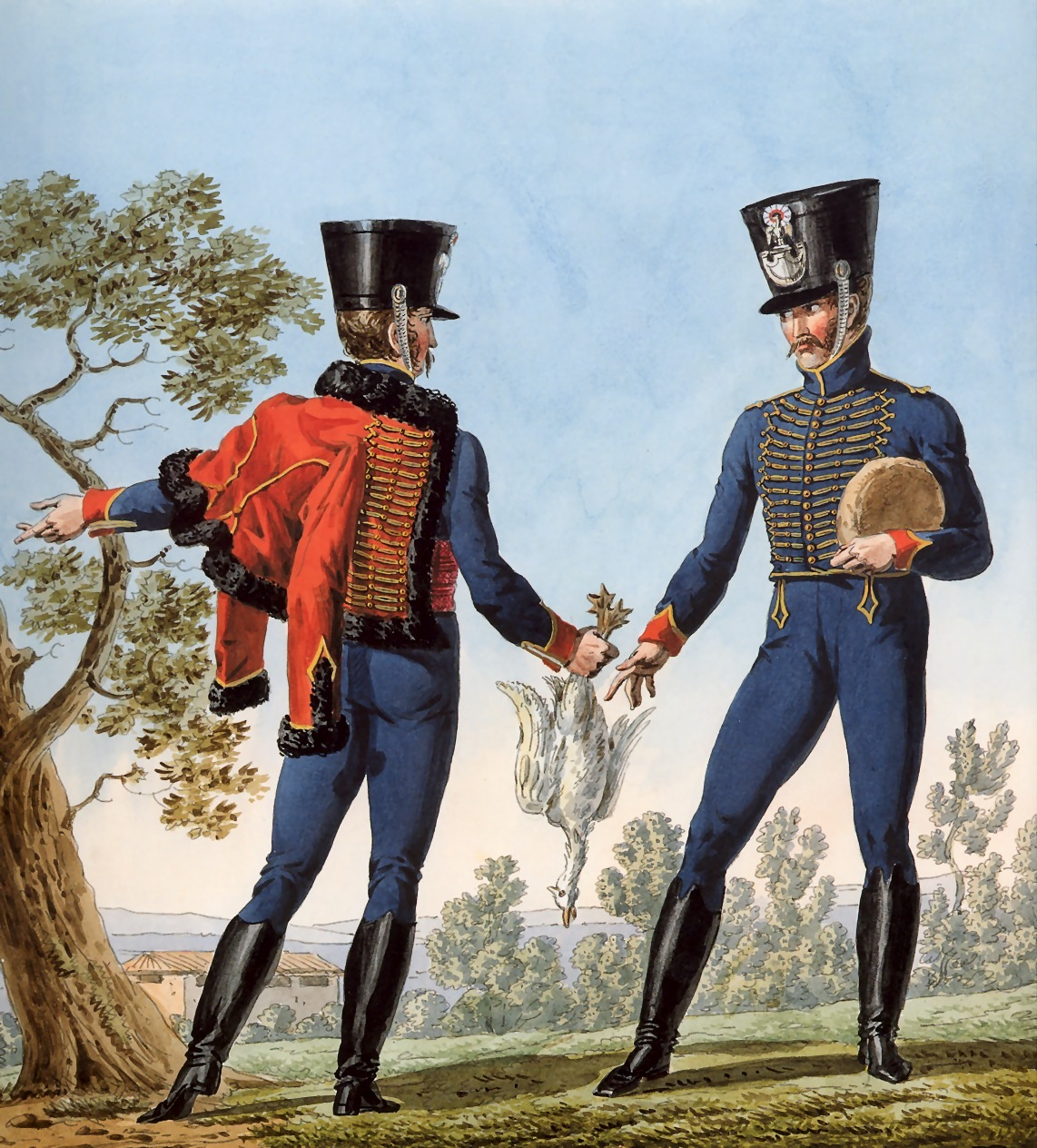
Гусары 4-го полка Буссара. Карл Верне, «La Grande Armée de 1812»

19 марта 1808 года Наполеон присвоил Буссару титул барона Империи и отправил израненного ветерана в Испанию. В 1808 году он находился с корпусом Пьер-Антуана Дюпона де л’Этана в Андалусии. Буссар руководил кавалерийской бригадой, состоящей из 6-го временного полка драгун и насчитывающей 620 сабель. 17 июля его подразделение было вместе с дивизией Доминика Оноре Антуана Веделя отправлено в Байлен. Однако Ведель ушёл за границы города, ошибочно полагая, что испанцы захватили проходы на север. В результате 17-тысячный испанский корпус Теодора фон Рединга прибыл в Байлен 18-го и занял город без сопротивления. 11 тыс. солдат Дюпона оказались зажаты между Редингом и корпусом Франсиско Хавьера Кастаньоса. В последовавшей битве при Байлене Дюпон не смог вырваться из ловушки и попросил о перемирии. Пока шли переговоры, вернулась дивизия Веделя. Драгуны Буссара напали и захватили около 1 тыс. испанских солдат. Когда испанская делегация предупредила Веделя, что действует перемирие, он приказал своим солдатам прекратить огонь. Дюпон также приказал ему освободить пленных, захваченных во время переговоров, что Ведель также выполнил. Когда Дюпон сдался, Ведель начал отступать на север в соответствии с секретными приказами своего командования. Позже, когда испанцы начали угрожать расправиться с людьми Дюпона, если Ведель также не капитулирует, Дюпон отправил Веделю приказ вернуться в Байлен и сдаться. Удивительно, но Ведель выполнил приказ, хотя его дивизия не была окружена. Это более чем удвоило общее количество нераненных пленных, с 8242 до 17 635 человек. В то время как Дюпон и остальные французские генералы были возвращены во Францию, рядовые военнослужащие провели остальную часть войны в тюремных корпусах или на острове Кабрера, и половина из них умерла от болезней или голода.
В январе 1810 года Буссар был упомянут во французском боевом порядке во главе кавалерии 3-го корпуса Сюше, насчитывающей 1899 человек. 23 апреля в Маргалефе в Каталонии Сюше столкнулся с испанским отрядом в 7,3 тыс. человек при шести орудиях под командованием Энрике О’Доннелла. В число 6 тыс. французов входили дивизия Луи-Франсуа Феликса Мунье и 13-й кирасирский и 4-й гусарский полки. В последовавшей битве 500 кирасиров победили почти в одиночку. Французские всадники потеряли 100 человек. Испанцы потеряли 500 убитых и раненых, плюс 2 тыс. пленных и четыре захваченных знамени. Вскоре за этим последовала успешная осада Лериды. С 29 апреля по 13 мая Сюше заставил Гарсия Конде капитулировать, захватив шесть генералов, 307 офицеров, 7 тыс. солдат и 105 пушек. Во время осады испанцы потеряли 1,7 тыс. убитых и раненых, в то время как французы потеряли 1 тыс. из 13 тыс. человек 3-го корпуса.
16 декабря 1810 года 12-тысячная Армия Арагона под командованием Сюше осадила Тортосу. К 2 января 1811 года осада Тортосы была завершена. Защитники потеряли 1,4 тыс. человек, в то время как у французов были убиты и ранены только 400 человек. 3974 выживших солдат гарнизона Конде де Алача Лилли сдались. Кавалерия Буссара, 13-й кирасирский, 4-й гусарский и 24-й драгунские полки присутствовали во время этих боевых действий. Затем Буссар участвовал в осаде Таррагоны с 5 мая по 29 июня 1811 года. Он возглавлял свои три французских полка, а также итальянский драгунский полк Napoleone. Французские осаждающие потеряли 4,3 тыс. убитых и раненых, то время как испанские защитники потеряли 7 тыс. убитых, и 8 тыс. человек попали в плен. Во время этой осады Сюше дважды посылал войска, чтобы отогнать армии, которые пытались освободить гарнизон.

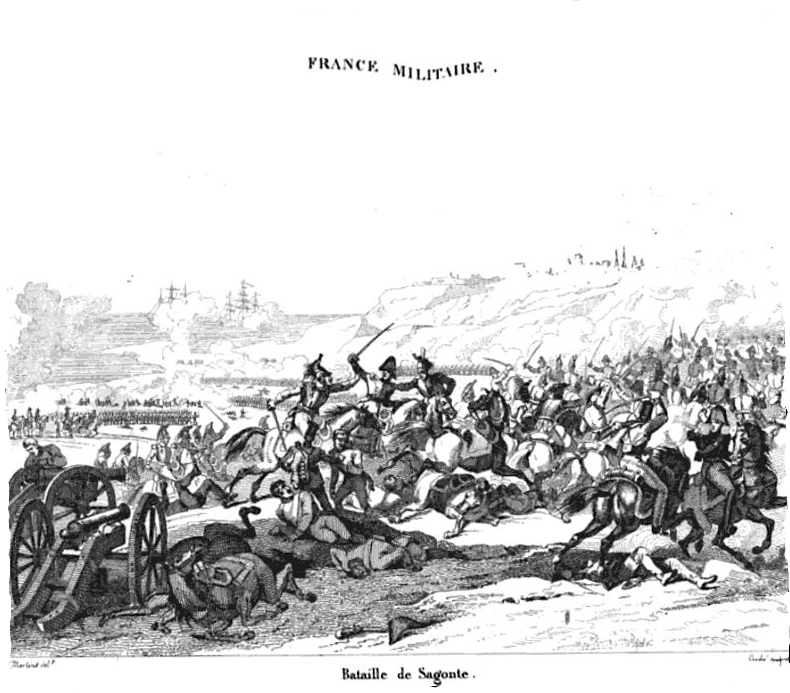
Сражение при Сагунтуме, 25 октября 1811 г.

15 июля 1811 года Буссар командовал 1876 кавалеристами в трех полках. В сентябре его подразделение насчитывало 2405 сабель в 14 эскадронах. В конце лета Сюше начал вторжение в провинцию Валенсия, прибыв 23 сентября 1811 года к древней крепости Сагунто. После того, как гарнизон отразил две французских атаки, подошла армия Хоакина Блейка, и 25 октября в битве при Сагунтуме произошло столкновение двух сторон. В то время как французы довольно легко рассеяли левый фланг Блейка, бои в центре и на правом фланге испанцев были гораздо более ожесточёнными. В начале сражения Сюше выделил три кавалерийских эскадрона для захвата плацдарма. Вскоре после этого испанская кавалерия захватила французскую батарею, и Сюше отправил им на помощь 350 солдат 13-го кирасирского полка. Возглавив атаку, Буссар рассеял испанских всадников и отбил орудия. Проложив себе путь сквозь ряды противника, одетые в тяжёлую броню кирасиры захватили батарею испанской артиллерии. Когда Сюше послал в атаку 24-й драгунский полк, разгром армии Блейка стал полным. Французы потеряли 1 тыс. человек, в то время как испанцы потеряли 6 тыс. убитыми и ранеными, не считая нескольких сотен попавших в плен. Гарнизон Сагунтума из 2,5 тыс. человек был полностью деморализован и капитулировал на следующий день.
В операциях, непосредственно предшествовавших осаде Валенсии, Сюше сконцентрировал бо́льшую часть своей армии на окружении сухопутных флангов обороны Блейка. Обманутый ложными атаками, Блейк не смог разгадать манёвр Сюше, пока не стало слишком поздно. Имея в авангарде один эскадрон 4-го гусарского полка, дивизия Жана Изидора Ариспа заняла позицию позади левого фланга испанцев. Буссар с группой всего лишь в 60 гусаров бросился в отчаянную атаку на гораздо более многочисленный испанский кавалерийские резерв возле Альдаи и Торренте. Вскоре он был весь покрыт ранами от сабельных ударов, а его храбрецы были практически все зарублены. К счастью, на помощь с большой группой кавалеристов подошёл Жак Антуан Адриан Делор. После того, как Арисп и французская кавалерия разгромили испанских солдат, они обнаружили Буссара, лежащего среди павших; его шпага и медали были украдены мародёрами.
16 марта 1812 года Буссар по рекомендации Сюше был повышен в звании до дивизионного генерала. В середине осени 1812 года его кавалерийская дивизия насчитывала 1922 всадника. В битве при Касталье 13 апреля 1813 года он командовал 1424 солдатами в восьми эскадронах. В предварительных боевых действиях 12 апреля Фредерик Адам провёл эффективную арьергардную операцию в Бьяре, устроив засаду 13-му кирасирскому полку и потрепав французские войска. На следующий день Сюше послал Буссара опрокинуть правый фланг Джона Мюррея. Однако фланг был защищён заболоченной местностью, поэтому кавалерийский генерал мог только издалека наблюдать за врагом, в то время как основная атака Сюше была отбита. Французский командующий вскоре отозвал Буссара и отступил.
Буссар удалился в Баньер-де-Бигор для лечения боевых ранений. 11 августа 1813 года он скончался там от множества ран.